# Абулхайр-хан (Узбецьке ханство)
Абулхайр (1412—1468) — узбецький хан (з 1428) з роду Джучі. Спочатку очолював Тюменське ханство. З часом заснував велику державу, яка об'єднала узбецькі, кипчацькі та інші кочові племена і охоплювала територію від Сибіру до Сирдар'ї.

## Життєпис
Походив з династії Чингізидів, гілки Шибанідів. Нащадок Байнала, сина Шибана. Син тюменського хана Давлат-шейха. Народився 1412 року. Після смерті батька у 1426 році Абулхайр визнав зверхність Джумадук-хана, що став володарем частини Тюменського ханства, а потім Золотої Орди. Тоді ж Абулхайр став одним з очільників лівого крила. 1427 року під час загибелі Джумадука потрапив у полон, але швидко зумів втекти.
1428 року за підтримки вождів (бієв) основних узбецьких племен (кият, буркут, кунграт, найман, дурман, ушун, кушчі, сіджиутів) і Ваккас-бія, очільника Мангитського юрта, Абулхайра в фортеці Чімгі-Туре було оголошено «ханом узбеків» (основної частки кочових племен Золотої Орди). В свою чергу Абулхайр призначив Ваккаса своїм беклярбеком. За цим біля річки Ішим завдав  поразки троюрідному стрийкові Хаджа-Мухаммаду. До 1429 року Абу'л-хайр підкорив сусідні кочові роди, ставши новим засновником Тюменського ханства. Він першим став карбувати монету ханства.
У 1430—1431 роках захопив на певний час Хорезм. перемігши еміра Іьрагіма бен Міршах Маліка. У 1431 році війська Тюменського ханства завдали поразки Ахмад-хану, володарю Великої орди, було захоплено ставку останнього Орду-Базар. Того ж року в битві на річці Тобол завдав рішучої поразки Махмуд-Ходжи-хану, якого захопив у полон, після чого стратив разом з сином. Це дозволило   встановити владу над Середнім Надволжжям та Булгарським улусом. 1433 року завдав поразки родичеві Мустафі, що претендував на владу над узбецькими племенами і Сибіром. 1438 року було втрачено зверхність над Булгарським улуслом, який захопив Улуг-Мухаммед.
Слідом за цим було влаштовано похід до Середнього Азії. Лише 1446 року закріпився на Сирдар'ї — захопив Сигнак, а 1447 року — Узгенд та інші міста. Поставив ханом Мустафу, що визнав зверхність Абулхайра. 1449 року намагався захопити Самарканд.
У 1451 році допоміг Султан Абу-Саїду розбити суперника Абдуллаха Мірзу у битві біля Ширазу (біля Самарканду) і захопити трон Мавераннахру. У Самарканді Абулхайр одружився з донькою Улугбека, а також отримав від Абу-Саїда північно-західні області Держави Тимуридів.
1456 року повстали очільники частини племен на чолі із султанами Кереєм і Жанібеком, які рушили до ойратів. 1457 року виступив проти ойратів, але у битві біля Кок-Кашану зазнав поразки від тайші Уч-Темур. Абулхайр втік до Сигнака, де зрештою вимушений був укласти тяжкий мирний договір, за яким зобов'язався сплачувати данину ойратам. Водночас в Тюменському ханстві затвердився троюрідний дядя Абу'л-хайра — Хаджа-Мухаммад-хан.
1461 року надав допомогу Мухаммеду Джуки, що виступив проти Султан Абу-Саїда. У 1468 році виступив проти Керея і Жанібека, що 1465 року утворили Казахське ханство, та ойратів, але під час походу помер. Трон отримав інший представник Шибанідів — Ядгар.